# 14335 Alexosipov
14335 Alexosipov eller 1981 RR3 är en asteroid i huvudbältet som upptäcktes den 3 september 1981 av den rysk-sovjetiske astronomen Nikolaj Tjernych vid Krims astrofysiska observatorium på Krim. Den har fått sitt namn efter den ryska astronomen Aleksandr Osipov verksam vid Kievs universitet.
Asteroiden har en diameter på ungefär 4 kilometer och den tillhör asteroidgruppen Flora.